# Batbiler
Batbiler (originaltitel Batwheels) er en amerikansk animeret superhelte tv-serie for børn, der havde premiere d. 17. september 2022 på HBO Max. Den havde premiere d. 17. oktober 2022 på Cartoon Network i deres sektion kaldet Cartoonito. Anden sæsong havde premiere d. 12. januar 2024 på HBO Max. I oktober 2024 blev serien forlænget med en tredje sæson, der ville få premiere i løbet af HBO Max.
Serien omhandler Bat-familiens biler, der bliver vækket til live af Batcomputeren, og som danner gruppen Batbiler, som bekæmper de klassiske skurke fra Batman-universet. De bliver ledet af Batmobilen.
Ethan Hawke lægger stemme til Bruce Wayne i den engelske udgave.
Serien blev nomineret til prisen for Best Animated Television/Broadcast Production for Preschool Children for episoden "To the Batmobile!" ved Annie Awards i 2024.

## Medvirkende
- Studie: Iyuno·SDI Group
- Instruktør: Sonny Lahey
- Oversættelse: Susanne Roslev
- Tekniker: Susanne Roslev, Ludvig Brygmann, Malte Milner Find, Oliver Katzmann Hasselflug

| Karakter                       | Originale stemmeskuespillere (USA) | Danske stemmeskuespillere  |
| ------------------------------ | ---------------------------------- | -------------------------- |
| Bam                            | Jacob Bertrand                     | Oscar Dietz                |
| Batcomputer                    | Kimberly Brooks                    | Karoline Munksnæs Hansen   |
| Batgirl                        | Leah Lewis                         | Natascha Jessen            |
| Batman                         | Ethan Hawke                        | Alexandre Willaume         |
| Batwing                        | Lilimar                            | Rebecca Funch Guld         |
| Bibi                           | Madigan Kacmar                     | Signe Staugaard Koch       |
| Crash                          | Tom Kenny                          | Sonny Lahey                |
| Ducky                          | Ariyan Kassam                      | Sonny Lahey                |
| Prank                          | Griffin Burns                      | Sonny Lahey                |
| Gækkeren (Riddler)             | SungWon Cho                        | Caspar Phillipson          |
| Jestah                         | Alexandra Novelle                  | Josephine S. Ellefsen      |
| Jokeren (Joker)                | Mick Wingert                       | Mathias Klenske            |
| Moe (Mobile Operations Expert) | Mick Wingert                       | Sebastian Jessen           |
| Pingvinen (Penguin)            | Jess Harnell                       | Peter Zhelder              |
| Quizz                          | Josey Montana McCoy                | Mathias Klenske            |
| Robin                          | AJ Hudson                          | Frederik Rose Christiansen |
| Øvrig Medvirkende              | Øvrig Medvirkende                  | Elias Meyer Jakobsen       |
| Øvrig Medvirkende              | Øvrig Medvirkende                  | Maja Iven Ulstrup          |
| Øvrig Medvirkende              | Øvrig Medvirkende                  | Noemi Carbone Mannov       |
| Øvrig Medvirkende              | Øvrig Medvirkende                  | Noor Nørgaard Albana       |
| Øvrig Medvirkende              | Øvrig Medvirkende                  | Sara Ekander Poulsen       |